# Alfred H. Unger
Alfred Hermann Unger (geboren am 20. Januar 1898 in Hohensalza, Deutsches Reich; gestorben am 8. November 1989 in Köln) war ein deutscher Schriftsteller, Dramatiker und Übersetzer.

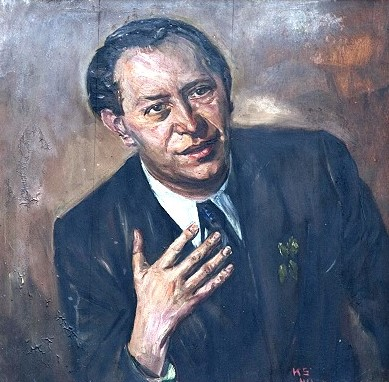
Kurt Schwitters: Alfred Unger (1940)

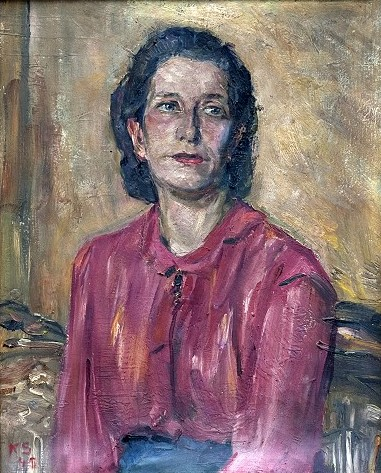
Kurt Schwitters: Nina Unger (1945)

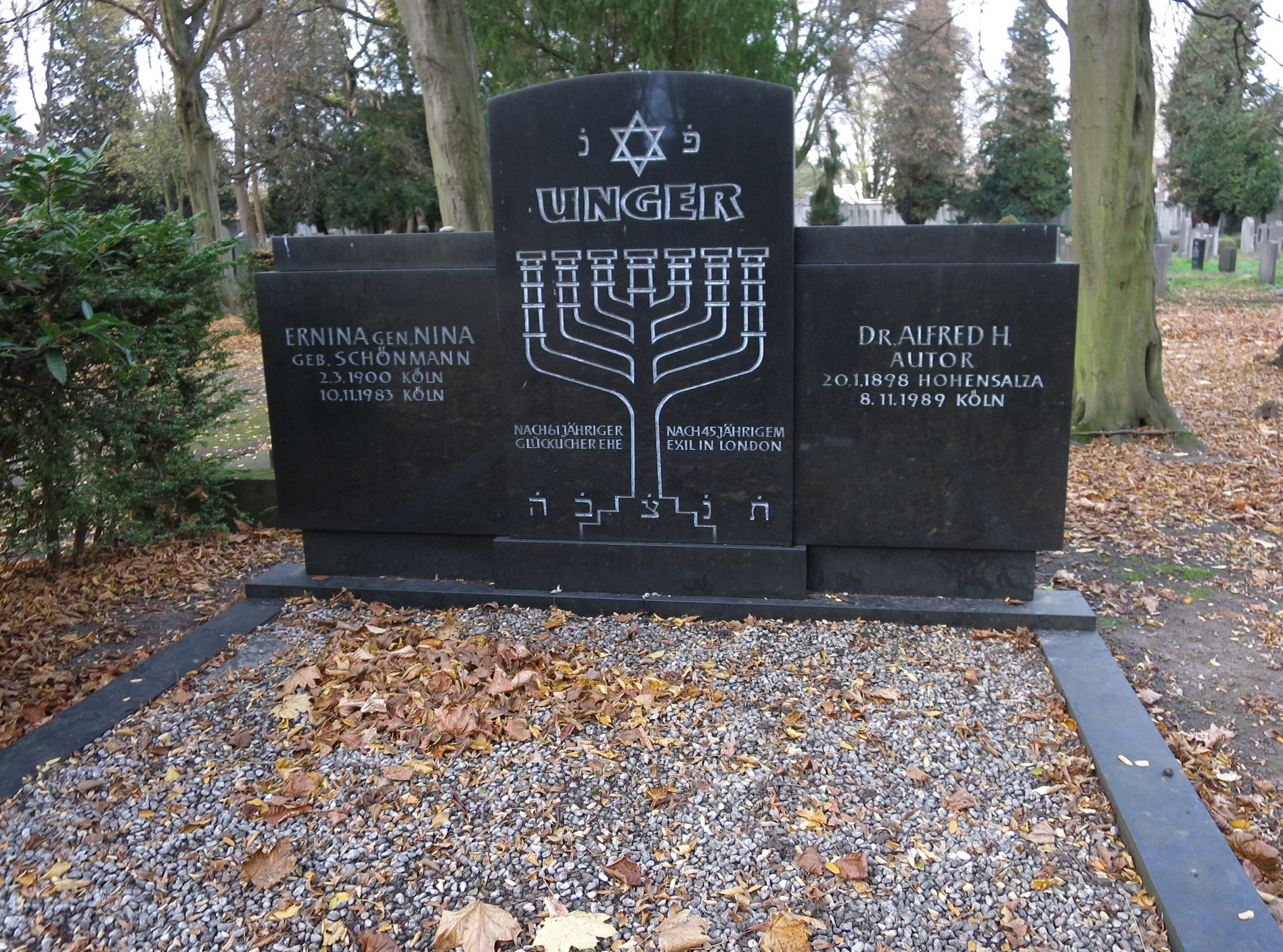
Grab

## Leben und Werk
Alfred Unger entstammte einer jüdischen Familie. Sein Vater war der Arzt Samuel Unger (1873–1956), seine Mutter die aus Russland stammende Flora Bottstein (1874–1966). Er hatte vier Schwestern und den Bruder Wilhelm Unger. 1904 übersiedelte die Familie nach Köln und wohnte in der Heinsbergstraße. Ab 1921 studierte er Philosophie, Literatur und Psychologie, zunächst an der Universität Köln, dann in Berlin. 1924 promovierte er und war anschließend für die Berliner „Universum Film“ (UFA) tätig, wo er Prokurist und ab 1932 Chefdramaturg wurde.  Daneben war er als Bühnenautor erfolgreich; 1929 verlieh ihm eine aus Max Reinhardt, Leopold Jessner und Alfred Polgar bestehende Jury den „Zehntausend-Mark-Preis für Dramatik“ für das beste deutsche Bühnenwerk für sein Drama „Menschen wie du und ich“, 1930 erhielt er den Preis des Deutschen Bühnenvereins.
Nach der Machtergreifung der Nationalsozialisten 1933 wurde Unger wegen jüdischer Herkunft von der Ufa entlassen, erhielt Schreibverbot und war Repressalien ausgesetzt, darunter eine Inhaftierung durch die Gestapo 1934. 1937 emigrierte er nach Großbritannien, wohin ihm zwei Jahre später sein Bruder Wilhelm folgte. Die Schwestern Ella und Grete wurden in NS-Konzentrationslagern ermordet, seine Eltern überlebten die Haft im Ghetto Theresienstadt.
Im Exil hielt sich Unger zunächst mit Tätigkeiten als Handelsvertreter, Einkäufer und Buchhalter über Wasser. Von Juli bis Dezember 1940 war er als „feindlicher Ausländer“ (Enemy Alien) interniert. 1941 konnte er wieder als Drehbuchautor arbeiten; ab 1943 schrieb er Filmdrehbücher für die Rank Organisation.
In London war Unger Mitglied des Freien Deutschen Kulturbundes, einer 1939 gegründeten Vereinigung emigrierter deutscher Künstler und Intellektueller, die stark kommunistisch beeinflusst war. Als auf einer Vorstandssitzung im Dezember 1942 gefordert wurde, in einem Brief an Winston Churchill die umgehende Eröffnung einer „zweiten Front“ in Europa zu verlangen, um die sowjetischen Truppen zu entlasten, trat Unger unter Protest aus dem Kulturbund aus, da er eine Einmischung der Emigranten in die britische Kriegspolitik ablehnte. Weitere Mitglieder folgten ihm, darunter Hans José Rehfisch, der gemeinsam mit Unger den Club 1943 als liberale Gegenorganisation gründete. Unger verfasste auch einen Beitrag zu dem von Rehfisch herausgegebenen, 1944 im Londoner Verlag Lindsay Drummond erschienenen Sammelband In tyrannos. Four centuries of struggle against tyranny in Germany. A Symposium, der Beispiele aus der deutschen Geschichte für Widerstandshandlungen gegen diktatorische Regime aufzeigt.
Unger nahm 1946 die britische Staatsbürgerschaft an; 1953 erhielt er seine von der nationalsozialistischen Regierung aberkannte deutsche Staatsbürgerschaft zurück. Nach Kriegsende blieb Unger zunächst in Großbritannien, war 1947 Kritiker für die Theaterzeitschrift Theatre World und ab 1948 Mitarbeiter der BBC. 1949 wurde er Kulturkorrespondent der Schweizerischen Rundspruchgesellschaft, ab 1962 für den Deutschlandfunk. Ende 1978 zog Unger nach Köln zurück, wo auch sein Bruder lebte.
Unger verfasste mehrere Drehbücher und Hörspiele. Nach 1945 wurde er insbesondere durch Übersetzungen und deutsche Bearbeitungen britischer Bühnenautoren, wie Terence Rattigan, Peter Ustinov und E. M. Forster, bekannt.
Alfred H. Unger starb 1989 im Alter von 91 Jahren und wurde auf dem Jüdischen Friedhof in Köln-Bocklemünd (Flur 25) beigesetzt.

## Mitgliedschaften und Ehrungen
Unger war Vizepräsident der International Writers Guild, langjähriges Vorstandsmitglied des P.E.N.-Zentrums deutschsprachiger Autoren im Ausland, Vorstandsmitglied der Dramatiker Union, Vorstandsmitglied im Verband deutschsprachiger Übersetzer literarischer und wissenschaftlicher Werke, VdÜ, England-Beauftragter des Schriftstellerverbandes VS in der IG Druck und Papier sowie Mitglied der Dramaturgischen Gesellschaft. In Großbritannien war er unter anderem Mitglied der Writers Guild of Great Britain, des P.E.N. English Centre, der Society of Authors, der League of Dramatists sowie der Anglo-German Society. 1967 wurde er mit dem Bundesverdienstkreuz Erster Klasse geehrt.
1977 begründete er die von der „Dramatiker Union“ verliehene Auszeichnung Goldene Nadel für „Autoren des wort- bzw. musikdramatischen Bereichs […], die sich durch ihre künstlerische Leistung und ihren aktiven Einsatz im Interesse der Kollegen besonders verdient gemacht haben“. Die „Dramatiker Union“ ernannte Alfred Unger zu ihrem Ehrenmitglied.

## Familie
Unger war seit 1922 mit Ernina „Nina“ Schönemann (1900–1983) verheiratet. Am 23. Dezember 1927 kam in Berlin ihre Tochter Sylvia zur Welt, die Schriftstellerin, Übersetzerin und Rundfunk-Kommentatorin wurde, den Journalisten und Komponisten Peter Ury heiratete und mit ihm die Kinder Tanya, Nini und David hatte.
Kurt Schwitters, ein enger Freund der Familie, porträtierte in den 1940er Jahren die Eheleute Unger.

## Werke

### Romane
- Die Geschichten um den großen Nazarener. Roman. Einband Gottfried Brockmann. Linser-Verlag, Berlin-Pankow, 1926
- … nach Seinem Ebenbilde, Roman, 1967

### Bühnenstücke
- Frauenrevolution, Schauspiel, 1926
- Die Buhlerin von Babylon, Schauspiel, 1927
- Flucht in die Ehe, Komödie, 1927
- Menschen wie du und ich, Schauspiel, 1928
- Disraeli, der jüdische Lord, Schauspiel, 1930
- Vorabend, Schauspiel, 1932
- Die berühmte Gräfin Hatzfeld, Schauspiel, 1960
- Kurz wie ein Traum, Schauspiel, 1961

#### In englischer Sprache
- American Invasion, Drama, 1945
- Contemptible Sex, Drama, 1948

### Mitarbeit
- Hans Josè Rehfisch (Hrsg.): In Tyrannos. Vier Jahrhunderte Kampf gegen die Tyrannei in Deutschland. London, 1944
- mit Hans José Rehfisch: Ferdinand Lassalle and the Foundation of the General German Workers’ Union. 1944